# Palmañola
Palmañola (en catalán: Palmanyola) es una localidad española del municipio de Buñola, en la isla de Mallorca, comunidad autónoma de las Islas Baleares. Es la única entidad local menor de la región.

## Situación
Al pie de la Sierra de Tramontana en el punto kilométrico 10 de la carretera Palma-Sóller en el cruce de las carreteras Ma-11 y Ma-1140. Pertenece al municipio de Buñola junto con Buñola y Orient. Cota 100 m por encima del nivel del mar.
Clima mediterráneo con temperaturas moderadas, aunque por la proximidad de la Sierra de Tramontana experimenta temperaturas invernales inferiores a la media. Protegido de forma natural de los vientos predominantes en época invernal, se sitúa entre campos de almendros y algarrobos y en su paisaje predomina la vista de la sierra.

## Topónimo
El nombre de "Palmañola" procede de la unión de Palma y Buñola, ya que dicha localidad se encuentra a medio camino entre esos dos municipios.

## Servicios
- Colegio Público Gaspar Sabater
- Ambulatorio Médico
- Farmacia
- Biblioteca Pública
- Parques infantiles
- Calle comercial (bares, restaurante, bancos, supermercado...)

## Evolución demográfica
| 2000 | 2001 | 2002 | 2003 | 2004 | 2005 | 2006 | 2007 | 2008 | 2009 | 2010 | 2011 |
| 1567 | 1552 | 1622 | 1627 | 1628 | 1678 | 1691 | 1784 | 1832 | 1870 | 1941 | 1966 |

## Historia
Los orígenes de Palmañola se remontan a mediados de la década de los 60, momento en el que el área que actualmente se conoce como tal formaba parte de los terrenos de Sa Font Seca. Su promotor, Pedro Nadal Salas, promovió Palmañola como un "lugar tranquilo, en mitad de la naturaleza" y muy cercano a Palma. En 1968 se firmó un convenio con la Asociación de la Prensa, y durante la campaña de venta de solares y tras un concurso en radio se escogió el nombre de la urbanización, Palmañola, por su situación geográfica entre Palma y Buñola.
En los años 80, la población del núcleo apenas superaba los 200 habitantes. Fue a partir de esta época cuando varios vecinos comenzaron a movilizarse para que se aprobara la creación de la Entidad Local Menor de Palmañola por la falta de cobertura de servicios e infraestructuras básicas.
En 1983, Miguel Oliver Barceló, principal promotor e ideario de la creación de la Entidad Local Menor, lideró el proyecto, y junto con Jaume Capllonch, Juan José Quetglas y Joan Rosselló, miembros de la Asociación de Vecinos de Palmañola de aquel entonces, se inició la recogida de firmas para solicitar su creación. Tras ser entregadas al Ayuntamiento de Buñola y superar los trámites administrativos autonómicos y estatales, el Consejo de Mallorca declaró el 3 de junio de 1985 la Entidad Local Menor de Palmañola, la única existente en las Islas Baleares y gracias a la cual Palmañola dispone de autonomía para gestionar sus servicios. En junio de 2010 se rindió homenaje a los impulsores de la Entidad Local Menor tras cumplirse el 25 aniversario de su creación.
Pilar Varela, propietaria de uno de los primeros comercios de Palmañola, se convirtió en la primera alcaldesa pedánea, sucediéndoles después los vecinos Carlos Guardiola, Antonia Juan, Ramón Oliver, Antonio Muñana y Arnau Llinàs, actual alcalde pedáneo. 